# 神戸ちぇりー亭
神戸ちぇりー亭（こうべちぇりーてい）は、兵庫県三田市に本店を置き、複数の店舗を展開するラーメンチェーン店。

## 概要
応援団が店のコンセプトとなっており、関わった人の全てを元気にするということを理念として経営されている。男盛りという自慢のラーメンが提供されている。これはモヤシやキャベツや豚肉などが山盛りにされており、大盛りを超えるというもの。
神戸ちぇりー亭には「真の男盛」という裏メニューがある。それは1杯に通常のラーメンの4倍の量が入っているというもの。これを完食できたチャレンジャーは10パーセントほどである。
2016年には神戸ちぇりー亭は東京都江戸川区に南小岩店を開店させて東京進出する。
2017年3月4日放送のマツコ会議では、神戸ちぇりー亭が紹介された。

## 沿革
出典：
- 2007年9月17日 - 三田本店開店
- 2010年12月20日 - 大蔵谷店開店
- 2012年4月20日 - 宝塚店開店
- 2013年
  - 3月16日 - 明石魚住店開店
- 11月22日 - 三田176号線店開店
- 2015年
  - 6月12日 - 六甲道店開店
  - 8月18日 - 大阪箕面店開店
- 2017年12月13日 - 長田店開店